# 楊安兒
楊安兒（12世纪？—1214年）金末“紅襖軍”起義首領。山東益都（今山東青州）人。

## 生平
原名楊安國，以賣鞍材為業，人稱楊安兒。其妹楊妙真，號李姑姑。大安年間，聚眾起義，後投降金朝，擔任刺使，官至防禦使、副都統。大安三年（1211年）回到山東，成為紅襖軍首領，贞祐二年（1214年）克莱州（今山东掖县），刺史徐汝賢獻城投降，又進攻登州（今蓬萊），登州刺史耿格交納州印，楊安兒建立政权，置官屬，改元“天顺”。
貞祐二年（宋嘉定七年，1214年）金人與蒙古乞和，集中兵力鎮壓山東，僕散安貞率猛將完顏霆（李二措）、黃摑阿魯答「花帽軍」镇压，安貞擊敗楊安兒於益都城東，楊安兒轉至萊陽，所佔州縣相繼失陷。年底與汲政乘舟入海，欲走岠嵎山（今棲霞東北），以圖再起，為舟人曲成陷害，墮水而死。

## 年号
红袄军杨安儿的年号天顺（1214年五月至十二月），前后共8个月。